# Historia Kazachstanu
Historia Kazachstanu – obejmuje dzieje państwa i narodu kazachskiego.

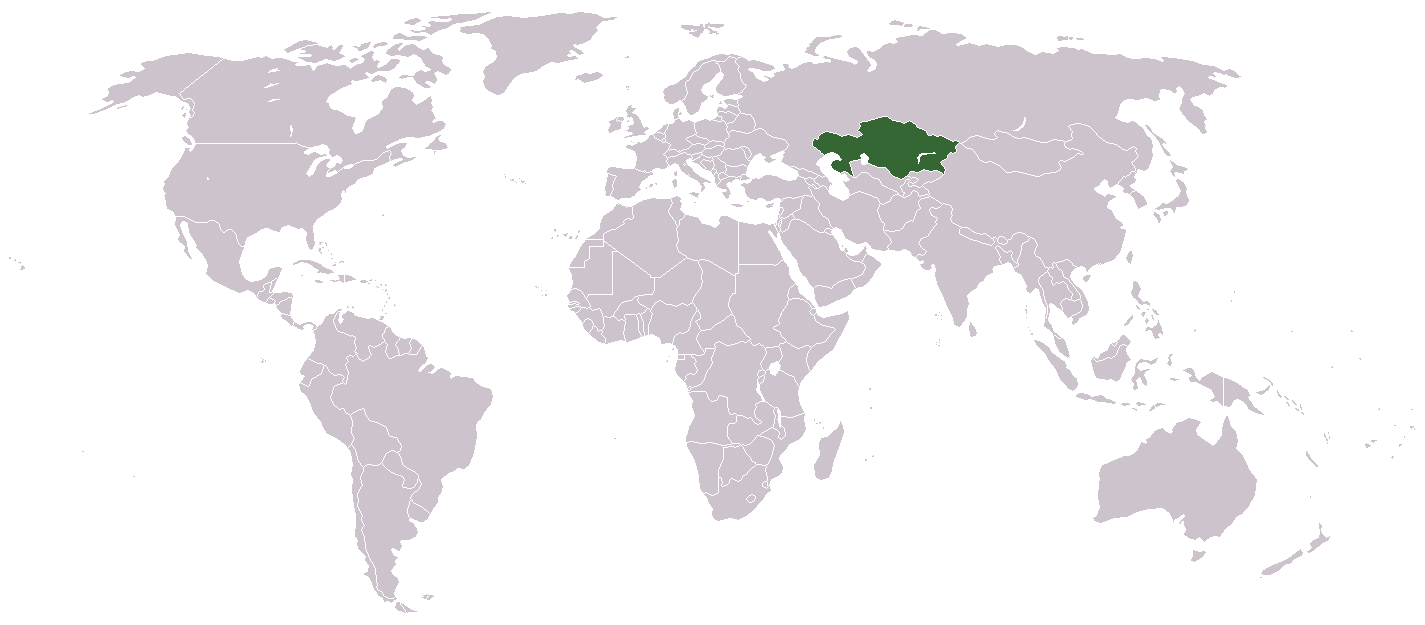
Kazachstan na mapie świata

## Starożytność i średniowiecze przedmongolskie
Do najbardziej istotnych kultur archeologicznych z terenów Kazachstanu należą Kultura Botai – wiązana z udomowieniem konia, oraz Kultura andronowska. Pod koniec I tys. p.n.e. na terenie dzisiejszego państwa zamieszkiwali Sakowie, Wusunowie, Kangju (najprawdopodobniej nad Jeziorem Aralskim). Później zaś państwo znalazło się w składzie Kaganatu Tureckiego. W 751 na pograniczu dzisiejszego Kazachstanu i Kirgistanu doszło do wielkiej bitwy nad rzeką Tałas między wojskami Dynastii Tang i jej sojusznikami oraz wojskami Kalifatu Abbasydów. Na przełomie pierwszego i drugie tysiąclecia w południowo-wschodnim Kazachstanie rozwija się państwo muzułmańskiej dynastii Karachanidów o tureckim pochodzeniu.
W przededniu podboju mongolskiego tereny przyszłego Kazachstanu rozdzielone były przez Chanat Kara Kitajów na wschodzie i Połowców na zachodzie.

## Czasy mongolskie i kształtowanie się Kazachstanu
W XIII wieku przybyli Mongołowie, po fragmentaryzacji ich imperium na tych terenach funkcjonowały takie państwa jak Biała Orda czy Chanat Uzbecki. Od roku 1470 na tych ziemiach zaczęło się kształtować nowe państwo.
W połowie XVIII w. Kazachstan przyjął zwierzchnictwo rosyjskie. Do Imperium Rosyjskiego Kazachstan włączył się w 1873 r. W następnych latach jego ziemie wchodziły w skład: Obwodu zakaspijskiego, Obwodu siemirieczeńskiego i Obwodu semipałatyńskiego.

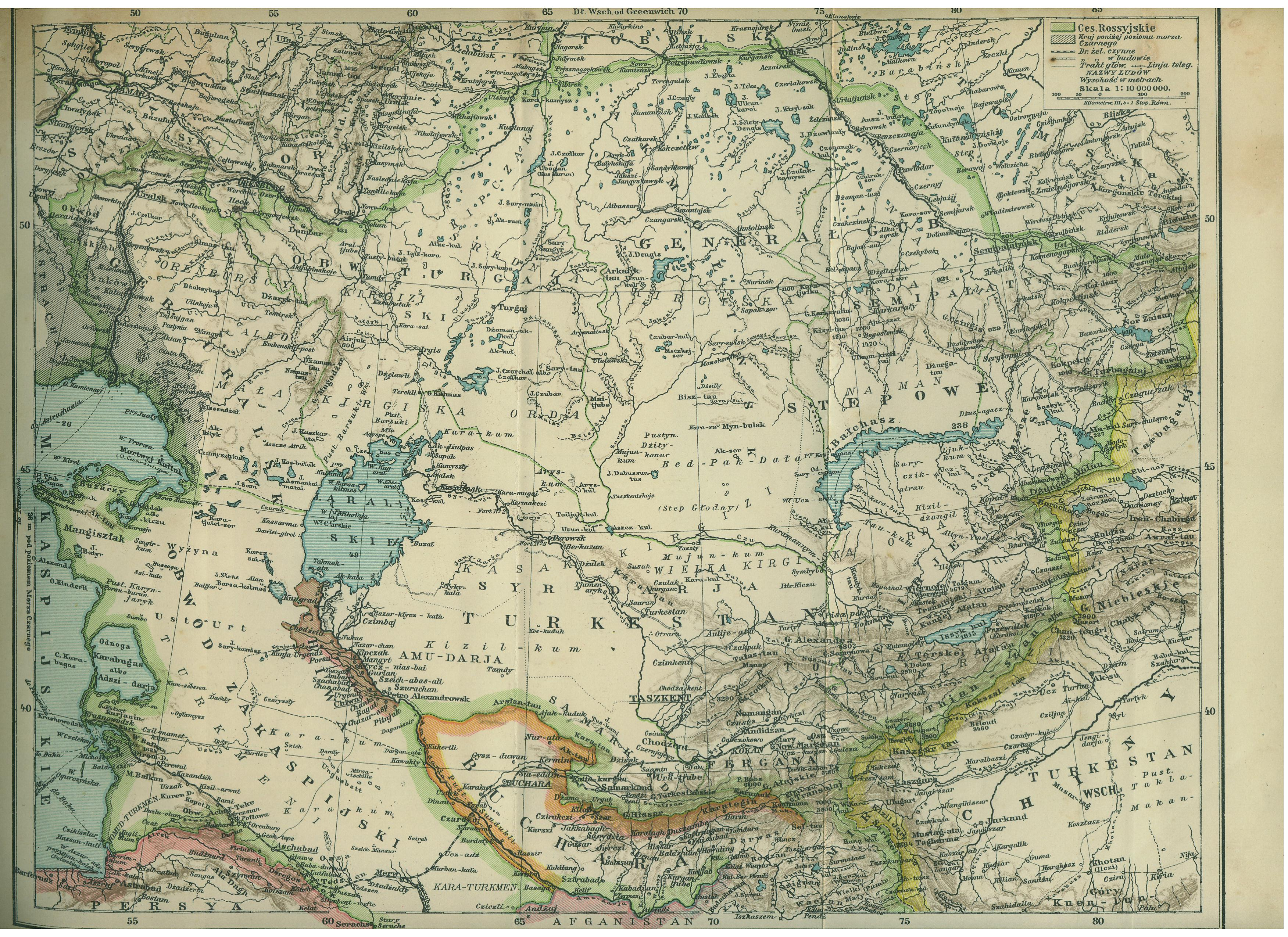
Podział administracyjny terytorium obecnego Kazachstanu oraz Azji Środkowej w roku 1903

Literacki język kazachski zaczął rodzić się dopiero od XVIII wieku. Za jego twórcę i klasyka uważany jest Abaj Ibrahim Kunanbajew. W epoce tej po kazachsku tworzyli też Buchar Żyrau, Katesz, Kobylan i inni.
Okresem rozkwitu literatury kazachskiej były pierwsze dekady wieku dwudziestego – działali wtedy między innymi M. Żumabaj (twórca kazachskiej pedagogiki), Sz. Kudajbierdi (pierwszy kazachski historyk), A. Bajtursun (językoznawca, polityk i dziennikarz) oraz S. Sejfulin (poeta).

## Okres sowiecki
Kres „złotej erze” rozwoju kulturalnego Kazachstanu przyniósł głód lat dwudziestych, wywołany przede wszystkim polityką społeczną młodych władz sowieckich w ramach komunizmu wojennego, zaprowadzających przymusową kolektywizację.
W 1920 roku ogłoszono powstanie Kirgiskiej Autonomicznej Socjalistycznej Republiki Radzieckiej, która w 1925 r. zmieniła nazwę na Kazachską ASRR.
Dzieła wyniszczenia elit kulturalnych Kazachstanu dopełniły czystki stalinowskie w latach 30. wraz ze sztucznie wywołanym drugim głodem lat 1931–1933. Wszyscy twórcy kazachskiej kultury zostali wówczas oskarżeni o nacjonalizm i usiłowanie oderwania Kazachstanu od Rosji. Także polityka kolonialna kontynuowana przez Związek Radziecki doprowadziła do wyniszczenia narodu kazachskiego, a co za tym idzie jego kultury oraz języka.
W 1936 roku Kazachska Socjalistyczna Republika Radziecka jako republika związkowa weszła w skład ZSRR.
Historia Kazachstanu w XX wieku jest ściśle związana z rozmieszczonymi w nim obozami-łagrami w ramach „archipelagu” Gułag. Obóz zbudowany w Karagandzie był największym w całym systemie łagrów ZSRR: Karłag (Karagandyjski łagier) oraz jego oddział kobiecy AŁŻIR (Akmoliński Łagier Żon Zdrajców Ojczyzny).
Karłag był miejscem uwięzienia wielu uczonych oraz artystów z terenów ZSRR i z zagranicy. W ten sposób stał się kolebką kultury w Karagandzie. Zarząd znajdował się w pobliżu wsi Dolinskoje (obwód karagandyjski). W dni świąt sowieckich z pomocą więźniów odbywały się koncerty i przedstawienia. Artyści zajmowali się pracami dekoracyjnymi. Wiadomo, że w Karłagu był wystawiany nawet balet. Wszystko to na poziomie bardzo profesjonalnym. Z czasem, pod koniec lat 30., kultura w Karagandzie zaczęła się rozwijać swoim biegiem. Wielu represjonowanych i deportowanych pozostało w Karagandzie, wnosząc znaczący wkład w rozwój nauki i kultury. Powstały warunki do nowego etapu w rozwoju sztuki Kazachstanu jako całości.
Karłag i inne obozy w Kazachstanie były też miejscem zsyłki prawosławnych duchownych, biskupów i księży, oraz mniszek i świeckich. Niektórzy z nich, jak arcybiskup Semipałatyńska Aleksander Szczukin czy mniszki rozstrzelane w 1942 r. po procesie grupowym s. Jewdokii Andrianowej, zostali zaliczeni w poczet nowych świętych męczenników rosyjskiej Cerkwi. Więzieni byli też duchowni katoliccy i innych wyznań, m.in. duszpasterze katoliccy: beatyfikowany w 2016 r. ks. Władysław Bukowiński oraz ks. Tadeusz Fedorowicz.
Aleksander Sołżenicyn tak opisał Karagandę w swoim dziele „Archipelag GUŁag”:

Właściwie główną stolicą ziemi zesłania, a przynajmniej jej perłą, była Karaganda. ... Przy wjeździe do tego głodnego wówczas miasta, w pobliżu baraku-budynku stacji, dokąd tramwaje nie podjeżdżały (aby nie wpaść w wykopane pod ziemią tunele), stał przy tramwajowej zajezdni całkowicie symboliczny dom z cegły, którego ścianę podparto drewnianymi stemplami, by nie runęła... W centrum Nowego Miasta na kamiennym murze wyryto kamieniem: „Węgiel to chleb” (dla przemysłu). Rzeczywiście, codziennie sprzedawano tu w sklepach czarny chleb – był to przywilej wygnańczego miasta. I praca czarna, i nie tylko czarna, była tu zawsze. Reszta sklepów spożywczych świeciła pustkami, zaś bazarowe stragany nieprzystępne, z cenami przyprawiającymi o zawrót głowy. Jeśli nie trzy czwarte miasta, to dwie trzecie mieszkańców było wtedy bez paszportów z obowiązkiem meldowania się w komendanturze; na ulicy dzieła tego pilnowały i rozpoznawały mnie byłe ZKi, szczególnie z Jekybastuza...

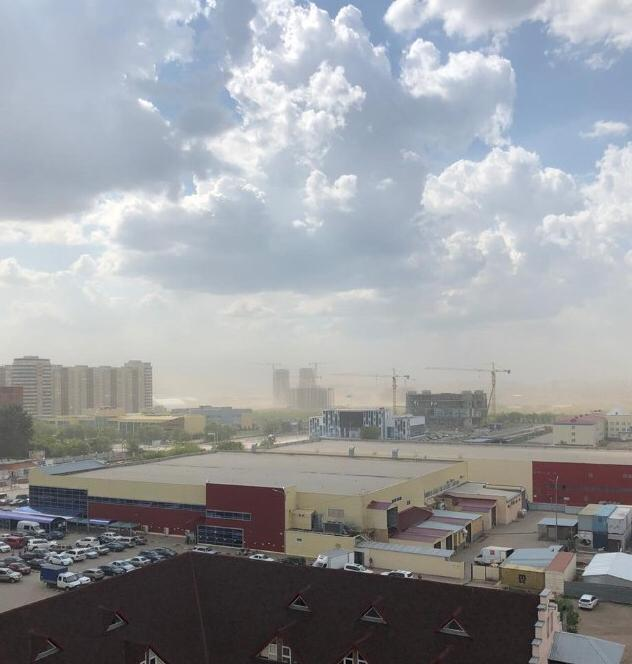
Dzielnica Karagandy „Gulder-1”

W budowie Karagandy brali udział niemieccy i japońscy jeńcy wojenni.
W latach 50. rozpoczęto realizację planu Nikity Chruszczowa – zagospodarowanie ugorów. Od 24 stycznia 1953 roku zaczęła obowiązywać nowa flaga. Kazachowie w latach 60. stali się mniejszością narodową ze względu na masowy napływ osadników rosyjskich. W tym samym dziesięcioleciu w Kazachstanie powstał ośrodek lotów kosmicznych Bajkonur. Na terenach w okolicach Semipałatyńska do roku 1993 testowano broń atomową. W roku 1986 wzrosły nastroje antyrosyjskie, co doprowadziło do zamieszek w stolicy. Trzy lata później Nursułtan Nazarbajew stał się liderem Kazachskiej Partii Komunistycznej i wprowadził program reform gospodarczych i kulturalnych. Rok później został prezydentem. Na skutek rozpadu Związku Radzieckiego 16 grudnia 1991 roku Kazachstan ogłosił niepodległość.

Flaga Kazachskiej SRR od 1953 r.

## Od 1991 r.
Po ogłoszeniu niepodległości Kazachstan przystąpił do WNP. W 1992 r. Kazachstan przystąpił do Konferencji Bezpieczeństwa i Współpracy w Europie (KBWE). Rozpoczęto handel zagraniczny z USA, państwo weszło w skład ONZ. Rok później kraj ogłosił konstytucję, która dwa lata później została poprawiona. W 1993 r. zakończono testowanie bomb atomowych w okolicach Bajkonuru. Oprócz tego język kazachski stał się językiem urzędowym. Rok później rozpoczęto handel zagraniczny z Uzbekistanem. W 1998 r. nową stolicą państwa zostało miasto Astana. Trzy lata później nastąpił kryzys polityczny. Do dymisji podał się zastępca szefa Komitetu Bezpieczeństwa Narodowego. W tym samym czasie powstał Demokratyczny Wybór Kazachstanu oraz opozycyjny ruch polityczny. W 2001 roku do Kazachstanu dotarł papież Jan Paweł II. W 2002 r. nowym premierem państwa został Imangali Tasmagambetow. Rok później zastąpił go Daniał Achmetow. Dekretem prezydenta z dnia 26 października 2017 roku został wprowadzony nakaz zastąpienia zapisu języka kazachskiego cyrylicą alfabetem łacińskim do 2025 roku.